# Nicolae Teodorescu (pictor)
Nicolae Teodorescu (n. 1786, Focșani, România – d. 1880) a fost un pictor de biserici, un muralist, care a făcut parte din breasla „zugravilor de subțire” care luase ființă în anul 1776, în vremea lui Alexandru Ipsilanti, pentru a se face deosebirea dintre pictorii-artiști de zugravii de case care erau organizați în așa numita breaslă a „zugravilor de gros”.

## Biografie

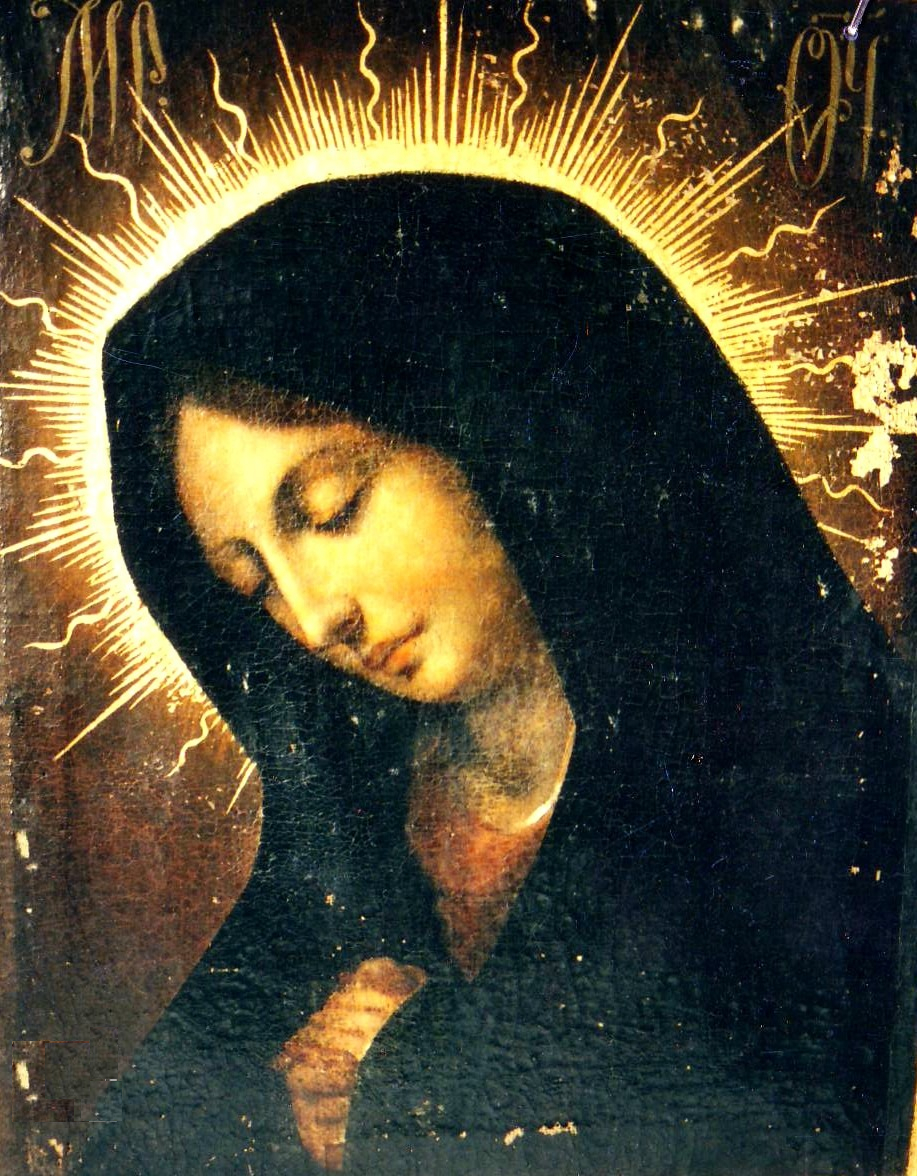
Maica Domnului - de la Muzeul Gheorghe Tattarescu. Lucrare nesemnată dar atribuită lui Nicolae Teodorescu

Nicolae Teodorescu s-a născut la Focșani în anul 1786. După Basil Iorgulescu, Nicolae Teodorescu era unul dintre frații Sfințiși care își aveau obârșia în Vrancea, în răzeșii lui Ștefan cel Mare. Ei ar fi lucrat la construirea Mănăstirii Agapia, unul ca zidar, unul ca tâmplar și unul ca zugrav. Când s-au întors în satul lor li se ziceau Agapii sau Agapieștii, porecla s-a transmis urmașilor lor. Modest ca pictor, el este cunoscut în istoria artei religioase din secolul al XIX-lea ca un precursor în laicizarea artei din România. Istoricul de artă Ion Frunzetti l-a considerat ca fiind un meșteșugar rutinat care era bine familiarizat cu conceptele Erminiilor bizantine, dar un inovator care a căutat noi mijloace tehnice care să ducă la o exprimare mai adecvată a realității. Cu toate acestea, totala lipsă de cultură artistică l-a dus la stângăcii și naivități inevitabile.
La vârsta de optsprezece ani, Nicolae era înscris la școala de pictură a Polcovnicului Matei de la Mănăstirea Căldărușani. La Căldărușani a funcționat până în anul 1810, o Școală de zugravi de biserici înființată în anul 1778 printr-un hrisov domnesc emis de către domnitorul  Alexandru Vodă Ipsilanti. Școala a avut caracter oficial de Școală a Mitropoliei și a fost pusă sub conducerea meșterului Ioan Ivan Rusul, venit în țară odată cu armatele rusești. În anul 1802, ca urmare a unui cutremur devastator ctitorul școlii a decedat sub ruinele bisericii. La conducerea școlii a venit zugravul Matei polcovnicul care a avut o serie de ucenici ce au devenit renumiți zugravi de biserici: Chiriță zugravul, Nicolae Teodorescu, Costache Focșeneanu, Nae Pantelimonescu, Anton Serafim, Ilie Ploieșteanu și Evghenie Lazăr.
Nicolae a avut două surori, una care s-a căsătorit cu prietenul său Costache Focșeneanu și Smaranda, cea care a fost mama lui  Gheorghe Tattarescu, fondatorul Școlii de Belle Arte din București împreună cu Theodor Aman, din anul 1864.
Nicolae Teodorescu a pictat icoane la Odobești pentru comanditarii din satele învecinate împreună cu Focșeneanu. În perioada 1814 - 1816 cei doi au locuit la Iași și au luat lecții de pictură de la un pictor renumit. Din mențiunile pe care le-a lăsat V. A. Urechia și Ioan Constantin Filitti, în capitala Moldovei erau în anul 1838 doi pictori străini Mauriciu Löffler și Ludovic Stawski. Revenit la Focșani a luat parte la căsătoria sorei sale, Smaranda, cu un funcționar modest, Mihai Tattarescu. Mihai și Smaranda au trăit la Focșani până în anul 1826, când au decedat din cauza unei epidemii care a afectat Moldova în primele trei decenii ale secolului al XIX-lea. Gheorghe Tattarescu a rămas astfel orfan și Nicolae Teodorescu l-a luat pe el și pe fratele lui la casa pe care o avea la Odobești, unde avea și o vie. Aici au locuit cei trei împreună cu Maria Teodorescu, soția lui Nicolae, și cei trei copii pe care îi aveau: Irina, Simion și Elena.

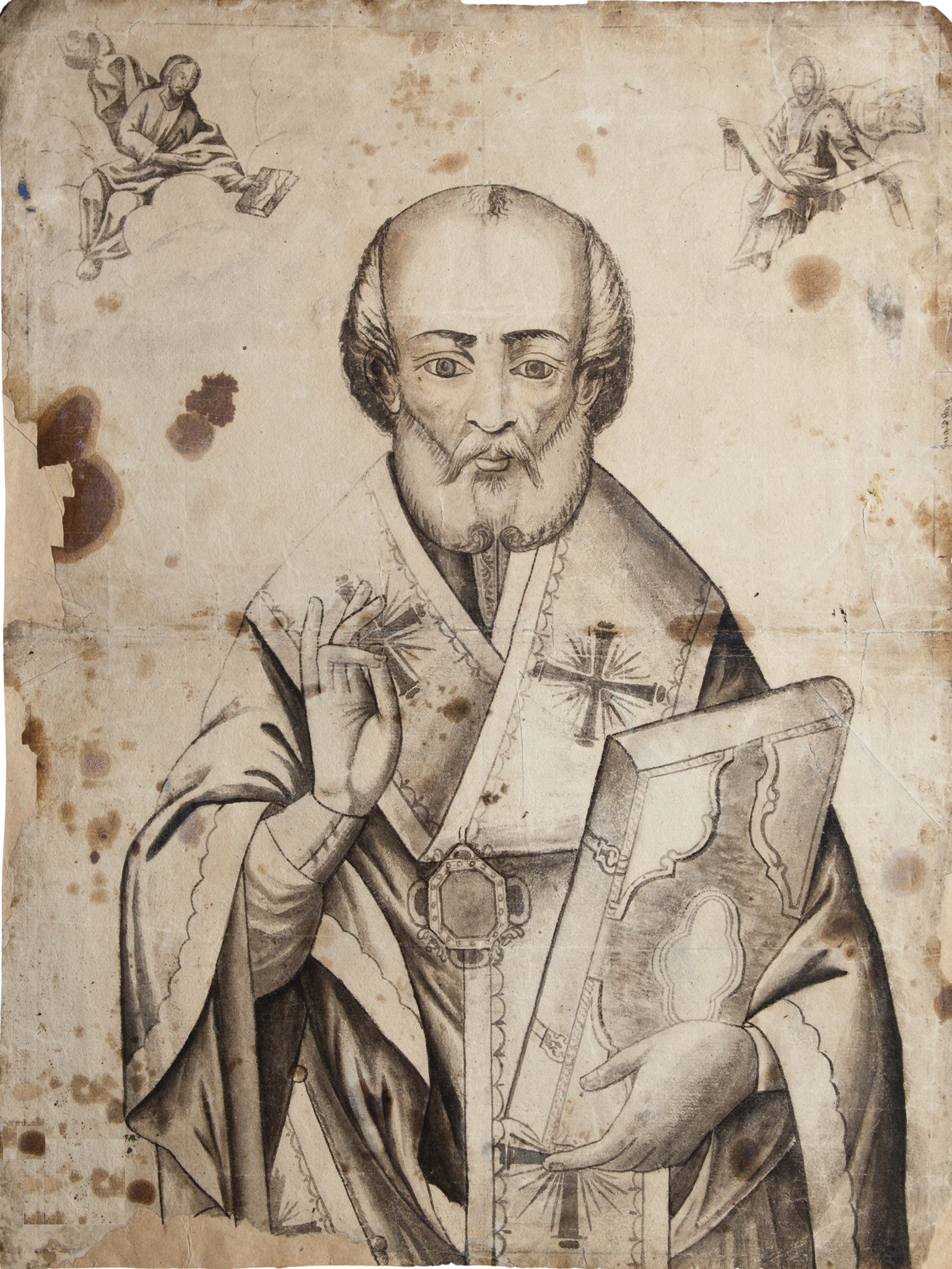
Sfantul Nicolae - - de la Muzeul Gheorghe Tattarescu

Episcopul Chesarie al Buzăului (1784-1846), pe numele său laic Constantin Căpățână, l-a chemat pe Nicolae să i se alăture ca director al Școlii de pictură de la Buzău începând din anul 1831. Fiind un tânăr ierarh la vârsta de circa patruzeci și doi de ani, patriot, cult, progresist cu multe deplasări în Rusia, el a devenit episcop al Buzăului în anul 1825. Chesarie a păstorit Episcopia Buzăului douăzeci și unu de ani, timp în care a ridicat Buzăul de la stadiul de târg mărunt de provincie la un centru cultural care a dat poporului român o serie de intelectuali notabili. A înființat Tipografia Episcopiei de la Buzău, Școala de pictură de la Buzău și a fondat Seminarul Teologic de la Buzău în anul 1838, cel care a fost unul din puținele focare de cultură din acele vremuri din Moldova.
În anul 1827 familia Teodorescu s-a stabilit la Mănăstirea Ciolanu unde Nicolae împreună cu ucenicul său, Gheorghe Tattarescu, au zugrăvit biserica stabilimentului monahal cu hramul Sfinților Apostoli. Călugărul zugrav Eftimie Georgescu de la Ciolanu, un elev de mai târziu al lui Tattarescu, a păstrat amintirea acelui moment. El a declarat în anul 1905 că „... dascălul Nicolae a fost cel mai bun zugrav de biserici ce-am avut”.
Începând din anul 1831, Teodorescu a deschis Școala de pictură de la Buzău. Prima generație a școlii i-a avut ca elevi pe Grigorie Stănescu, Gheorghe Tattarescu, Dumitrache Aldescu, Tomiță Ploeșteanu și Gheorghe Ioanid. Tattarescu, Stănescu și Ploeșteanu  l-au ajutat pe Teodorescu să zugrăvească Catedrala Episcopiei de la Buzău în anul 1833. Cum Focșeneanu s-a mutat și el la Buzău, acesta a realizat la comanda lui Chesarie o serie de icoane pentru bisericile din București, Sfântul Dimitrie, biserica Pârșcov și schitul Nifon. Cele trei erau metohuri ale Episcopiei Buzăului. Ulterior, Focșeneanu a plecat să zugrăvească biserici la București unde a și murit în anul 1850.
Episcopul Chesarie i-a dat lui Teodorescu comanda de a zugrăvi Mitropolia din București împreună cu Polcovnicul Matei de la Mănăstirea Căldărușani. Astfel, Teodorescu a închis Școala de pictură de la Buzău și în perioada anilor 1834 - 1837 s-a mutat la București împreună cu ucenicul Gheorghe Tattarescu pentru a executa comanda sub directa supraveghere a Polcovnicului Matei care avea în acei ai o vârstă înaintată. Sfințirea Mitropoliei s-a făcut în anul 1839 și ca urmare, Alexandru Vodă Ghica l-a ridicat pe Teodorescu la rangul de concepist (rang boieresc) prin diploma pe care a emis-o în ziua de 30 august 1839. Este de remarcat că în anul 1844, Gheorghe Vodă Bibescu l-a ridicat și el la rangul de pitar și l-a înscris în Arhondologie pentru pictura murală pe care a făcut-o la Catedrala Episcopiei Buzăului. De asemenea Bibescu i-a comandat execuția unui număr neprecizat de icoane.
După terminarea zugrăvirii Mitropoliei din București, Nicolae Teodorescu a revenit la Buzău în anul 1837 și a redeschis Școala de pictură, de această dată la locuința proprie cu elevii Costache Dimitrescu, Gavril Andronescu, Dimitrie Teodorescu, Dumitrache Mehtupciu, Ioan Petrescu, Ștefan și Gheorghe Vasilescu și mulți alții. Procesul de învățământ în școlile de pictură din acea vreme de pe teritoriul României de astăzi folosea așa numitele Erminii, niște manuale de zugrăvit. Acestea aveau în acele vremuri o largă răspândire și erau indispensabile oricărui zugrav de biserici. Ele erau trecute din mână în mână ca niște lucrări de mare valoare și erau copiate și modificate după bunul plac și după experiența fiecăruia dintre meseriași. Originea Erminiilor de pictură era grecească și ulterior au existat și Erminii traduse în slavonă. Ele au fost folosite până în secolul al XVIII-lea, dovada afirmației fiind inscripțiile în aceste limbi care s-au pus pe picturile murale bisericești din acea epocă (secolele XIV și XV). Au mai rămas contemporaneității și Erminii grecești din secolul al XVIII-le și al XIX-lea. 

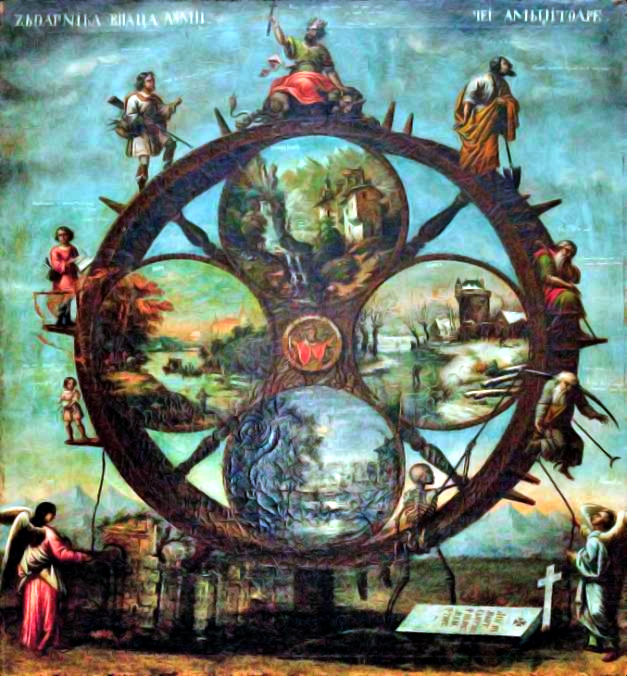
Roata vieții

De la zugravul Nicolae Teodorescu a rămas  „Cartea numită Gramatica ori Osav, sau Erminiie. Adică închipuirea și tâlcuirea ori alcătuirea a tot meșteșugul zugrăviei. Acum scoasă și tălmăcită de pre eleno-grecească întru cea românească, întru sfânta mănăstire Căldărușani la anul 1805, Ianurie 15”. Cartea este concepută profesional și estetic și conține numeroase tablouri, cu explicații despre modul de zugrăvire al bisericilor după regulile ortodoxismului și ale artei bizantine, fiecare figură având explicații despre modul de realizare al culorilor. Erminia lui Teodorescu a fost tradusă de către arhimandritul Macarie al Mitropoliei Bucureștiului. Este de menționat că Erminia a fost vândută de Maria Teodorescu ieromonahului Eftimie Georgescu care era zugrav din schitul Ciolanul. Manuscrisul a fost preluat de la Eftimie Georgescu de Tzigara-Sarmucaș care a publicat-o scriindu-i prefața.
Nicolae Teodorescu a zugrăvit biserica din Băleni, Prahova, la comanda boierului Băleanu. Starețul de la Căldărușani l-a angajat pentru biserica din Cocioc - de lângă Mănăstirea Snagov. A mai zugrăvit metohurile și schiturile din Săsenii-noi (Schitul Sfântul Ilie, Săsenii Noi), Rătești (Mănăstirea Rătești), Cislău, Găvănești, Vintilă Vodă, Sfântul Gheorghe de la Ciolan, Sfinții Îngeri din Buzău, Sfântul Dumitru din București, biserica Jugureanu din județul Brăila și multe altele. Pe tărâmul picturii de șevalet a realizat doisprezece portrete ale Episcopului Chesarie și doua nepotului său Gheorghe Tattarescu. A realizat o mulțime de iconițe și icoane care s-au răspândit peste tot, în special la călugării de la Ciolanu.
A zugrăvit tâmplele Catedralei Episcopiei Buzăului, de la bisericile de la Ciolan, de la Cislău, de la Sfântul Dumitru din București, etc. A pictat epitaful de Ciolan, epitaful cu Adormirea Maicii Domnului, Apostolii Petru și Pavel, Răstignirea Domnului Hristos, Axionul Maicii Domnului, Mormântul Maicii Domnului. A făcut tabloul cu viața adevăratului călugăr (Roata vieții) realizat pentru Episcopul Melchisedec Ștefănescu. Lucrarea a trecut ulterior în proprietatea zugravului Eftimie Georgescu de la Mănăstirea Ciolanu.
La Galeria Națională există un peisaj realizat de Teodorescu intitulat Mănăstirea Rătești, o operă datată în anul 1867, anacronică prin faptul că relevă un limbaj artistic din prima jumătate a secolului al XIX-lea. Ion Frunzetti văzând lucrarea a spus că Teodorescu ajunsese să descopere singur, similar primitivilor italieni din trecento sau quatrocento, un mod de exprimare capabil să inducă o iluzie a spațiului văzut, chiar dacă legile lui nu erau aplicate întotdeauna cu luciditate și consecvență.
Dintre elevii și ucenicii săi s-au remarcat îndeosebi pictorul Gheorghe Tattarescu, care împreună cu Theodor Aman, este considerat ca fondatorul învățământului artistic românesc, și Dumitru Teodorescu, cel care a zugrăvit Mănăstirea Prodrom de pe Muntele Athos pentru suma de 3000 de galbeni, o sumă uriașă pentru acele vremuri.
Pitarul Nicolae Teodorescu a trăit aproape un secol și a murit la 94 de ani fiind înmormântat la Mănăstirea Ciolanu.